# 182P/LONEOS
La cometa LONEOS 6, formalmente 182P/LONEOS, è una cometa periodica appartenente alla famiglia delle comete gioviane. Al momento della scoperta fu ritenuto un asteroide, solo il 13 febbraio 2002 fu scoperto che in effetti era una cometa.